# Polestar 5
Polestar 5 — электромобиль, выпускаемый компанией Polestar с 2020 года. Продажи ожидаются с 2024 года.

## Описание
Автомобиль Polestar 5 дебютировал в 2020 году. В июне 2022 года прототип был показан на Фестивале скорости в Гудвуде.
Модель базируется на платформе Sustainable Experience Architecture 1 (SEA), на которой также выпускается Polestar 4. Конкурентом является Porsche Taycan.

## Технические характеристики
Автомобиль Polestar 5 оснащается электродвигателем мощностью 872 л. с. и крутящим моментом 900 Н⋅м.